# Seikanron

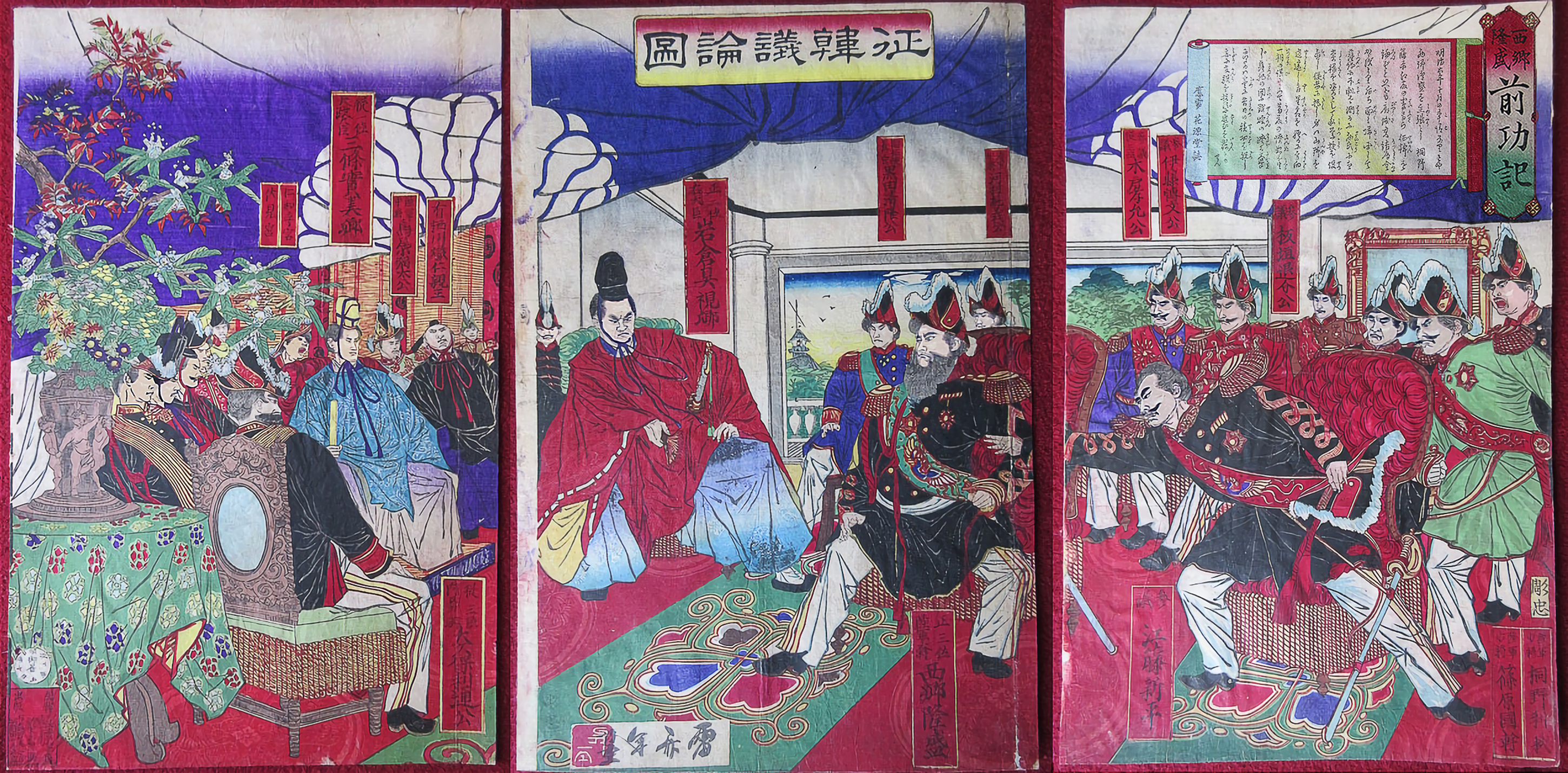
Seikanron. Saigō Takamori debattiert in der Mitte sitzend mit anderen Regierungsmitgliedern. Gemälde von 1877.

Seikanron (jap. 征韓論; kor. 정한론, Jeonghanron, wörtlich: „Debatte über die Eroberung Koreas“) bezeichnet einen politischen Richtungsstreit innerhalb der japanischen Regierung, der sich über die Frage nach einer militärischen Aktion gegen Korea entspann und im Oktober 1873 seinen Höhepunkt erreichte. Der Streitpunkt zwischen den Befürwortern um Saigō Takamori und Itagaki Taisuke und den Gegnern um Ōkubo Toshimichi und Iwakura Tomomi war dabei nicht so sehr die Frage nach einer expansionistischen Außenpolitik an sich, sondern vielmehr diejenige nach dem richtigen Zeitpunkt und der zukünftigen Ausrichtung der japanischen Politik.
Der Streit führte zu einer Spaltung der neuen Meiji-Regierung und zum Ausscheiden von Saigō Takamori, Itagaki Taisuke und Etō Shimpei aus dem japanischen Großen Staatsrat (Dajō-kan). Letztendlich rief das Zerwürfnis der Regierung in dem noch jungen Meiji-Staat eine Reihe von Attentaten, Aufständen und Rebellionen hervor.

## Historischer Kontext
Nur wenige Jahre zuvor hatte eine Gruppe junger Samurai aus den Lehen (han) von Satsuma und Chōshū im Boshin-Krieg und der anschließenden Meiji-Restauration das Tokugawa-Shōgunat gestürzt, die politische Bedeutung des Tennō nominell wiederhergestellt und eine neue Regierung gebildet. Diese hatte den technologischen Vorsprung des Westens erkannt und sich daher der Modernisierung sämtlicher Bereiche der japanischen Gesellschaft verschrieben, um der Kolonisation durch eine westliche Macht zu entgehen. Viele der grundlegenden Reformen riefen jedoch vor allem unter den Angehörigen der ehemaligen Kriegerkaste Unmut hervor. Kido Takayoshi erkannte bereits 1869 die Möglichkeit, innere Konflikte durch ein militärisches Abenteuer in Korea zu kanalisieren. Dies war eine Strategie, die bereits Toyotomi Hideyoshi während der Imjin-Kriege am Ende des 16. Jahrhunderts verfolgt hatte.
Der Beginn der Debatte fiel in eine Zeit, in der wichtige Mitglieder der neuen Regierung als Mitglieder der Iwakura-Mission im Europa und Nordamerika weilten, um die Wirtschaft und Technologie, die Politik und Gesellschaft der westlichen Welt zu erkunden und die Revision der Ungleichen Verträge zu erreichen.
Im Zuge der Reformen wurde auch die Ausrichtung der japanischen Außenbeziehungen zu China und Korea neu definiert. Der koreanische Taewǒn'gun (der als Regent eingesetzte Vater des minderjährigen Königs) aber weigerte sich, den japanischen Herrscher als Kaiser anzuerkennen, da in dem traditionellen Beziehungssystem in Ostasien nur der chinesische Kaiser als Sohn des Himmels anerkannt wurde. Das unilaterale Bemühen Japans, die traditionellen Beziehungen zu Korea, die während der Edo-Zeit von der Sō-Familie des Tsushima-han unterhalten wurden, gemäß dem internationalen Völkerrecht zu reformieren, führte auch in der alten Handelsniederlassung der Japaner in Dongnae nahe Busan zu Spannungen mit Koreanern. Das koreanische Verhalten wurde in japanischen Regierungskreisen als Affront betrachtet und gab den Anlass für Forderungen nach einer militärischen Aktion gegen Korea.

## Verlauf

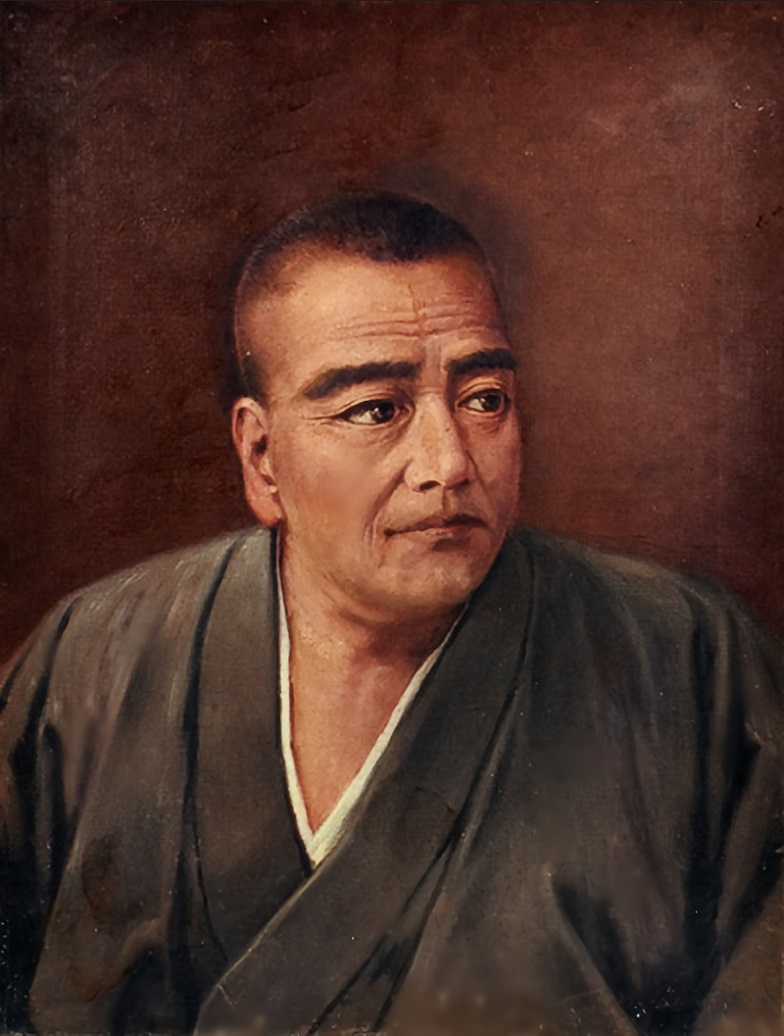
Saigō Takamori

Der konkrete Vorschlag, ein militärisches Expeditionskorps nach Korea zu entsenden, wurde im Dajō-kan das erste Mal am 12. Juni 1873 zur Debatte gestellt. Dieser sah jedoch noch nicht die Eroberung Koreas, sondern lediglich eine Demonstration der Stärke vor, um die japanischen Staatsbürger in Korea zu schützen und Vertragsverhandlungen zu fordern. Schärfster Verfechter einer solchen Aktion war Itagaki Taisuke, da seiner Ansicht nach die Regierung für die Sicherheit seiner Bürger zu sorgen hatte. Zunächst favorisierte eine Mehrheit den Vorschlag, jedoch sprach sich u. a. Saigō Takamori, der als einer der schärfsten Verfechter einer Militäraktion gegen Korea angesehen wird, gegen übereilte Schritte aus, da im Falle eines solchen Vorgehens eine Intervention einer westlichen Macht zu befürchten sei. Saigō schlug seinerseits vor, zunächst einen Emissär nach Seoul zu entsenden. Falls dieser verletzt oder gar getötet werden sollte, wäre die Legitimation für die Entsendung eines Expeditionskorps hingegen gegeben. Gleichzeitig meldete Saigō sich für diesen Einsatz freiwillig. Von diesen Argumenten überzeugt, zog Itagaki seinen Vorschlag zurück und unterstützte fortan Saigōs Plan.
Großkanzler Sanjō Sanetomi vertagte die Entscheidung über die Entsendung Saigōs, bis Interimsaußenminister Soejima Taneomi aus Peking zurückkehrte, wo er gegen die Ermordung von 54 Händlern von den Ryūkyū-Inseln durch taiwanesische Eingeborene protestierte. Nach seiner Rückkehr war dieser dementsprechend überrascht, dass man während seiner Abwesenheit eine Strafexpedition gegen Korea und nicht gegen Taiwan geplant hatte. Auf einer Regierungskonferenz am 17. August wurde Saigōs Vorschlag schließlich angenommen. Saigō sollte jedoch erst zum Sondergesandten in Korea ernannt werden, nachdem die Teilnehmer der Iwakura-Mission nach Japan zurückgekehrt waren.

Mitglieder der Iwakura-Mission. In der Mitte sitzend in traditioneller Kleidung Iwakura. Ganz rechts Ōkubo

Als Iwakura Tomomi, Ōkubo Toshimichi, Itō Hirobumi und Ōkuma Shigenobu von ihrer Reise durch den Westen zurückkehrten, votierten sie jedoch gegen eine Entsendung Saigōs. Dafür lassen sich mehrere Gründe anführen: Zunächst gab es dringendere Angelegenheiten, wie die Lösung der Taiwan-Problematik oder die Spannungen zwischen japanischen Siedlern und russischen Soldaten auf Sachalin. Schwerer jedoch wog die Sorge auf Seiten Iwakuras und vor allem Ōkubos vor einer übereilten Aktion, die einen Zusammenstoß mit einem westlichen Land provozieren konnte, hatten sie doch die technologische und militärische Überlegenheit der westlichen Länder während ihrer Reise mit eigenen Augen begutachten können.
Am 23. Oktober 1873 präsentierte Iwakura in seiner Eigenschaft als Vizepräsident des Dajō-kan dem Tennō das Ergebnis der Unterredung des Rats, weil Sanjō, der als Vorsitzender des Rates eigentlich dafür zuständig war, nach dem Platzen einer Ader in seinem Gehirn ausgefallen war. Nachdem Iwakura dem Kaiser erläutert hatte, dass zunächst die inneren Reformen voranzutreiben seien, wurde die Entscheidung revidiert, Saigō als Gesandten nach Korea zu schicken. Letzterer sowie Itagaki, Soejima, Etō und Gotō Shōjirō traten daraufhin unter Protest aus dem Dajō-kan aus.  Die Fronten in dem Richtungsstreit waren jedoch nicht so klar definiert, wie es aus der Rückschau erscheinen mag, und veränderten sich im Verlauf der Debatte signifikant. So unterstützte Kido Takayoshi  zunächst eine aggressive Politik gegenüber Korea,  sprach sich jedoch in der entscheidenden Phase  vehement  dagegen aus.

## Folgen und Bedeutung
Die historische Signifikanz von Seikanron liegt nicht nur in der außenpolitischen Richtungsentscheidung, sondern auch in der Neuausrichtung der politischen Führung und den innenpolitischen Verwerfungen, die die Debatte nach sich zog. Für die nächsten Jahre konzentrierte sich die Meiji-Führung auf Grund der Erkenntnisse der Iwakura-Mission auf die Industrialisierung und Modernisierung Japans, um eine starke und reiche Nation zu schaffen. Die Unterzeichnung des Japanisch-Koreanischen Freundschaftsvertrags keine drei Jahre später zeigt jedoch, dass auch die Gegner von Saigōs Vorschlag eine expansive Außenpolitik prinzipiell befürworteten.
Die Verlierer der Debatte führten auch nach dem Austritt aus dem Dajō-kan ihre Opposition gegen die Regierung fort. Itagaki Taisuke rief – zunächst mit der Unterstützung Etō Shimpeis – zu diesem Zweck mit der Aikoku Kōtō die erste politische Partei des modernen Japans ins Leben und wurde später eine zentrale Figur der Bewegung für Bürgerrechte und Freiheit. Anders Etō Shimpei: Er entschied sich 1874 in der Saga-Rebellion für die gewaltsame Opposition, ebenso wie Saigō Takamori, der 1877 den umfassendsten Aufstand gegen die Regierung, die Satsuma-Rebellion anführte, wobei er sich die Unzufriedenheit der ehemaligen Samurai zunutze machte, für die die Invasion Koreas ein Ventil hätte sein sollen. Ōkubo Toshimichi fiel, nachdem er die Rebellionen gegen den neuen Meiji-Staat niedergeschlagen hatte, im Jahr 1878 dem Attentat des Shimada Ichirō, eines Anhängers Saigōs, zum Opfer.